# Amyelois transitella
Amyelois transitella là một loài bướm đêm thuộc họ Pyralidae. Nó là loài bản địa của tây nam Hoa Kỳ và México và được mô tả lần đầu ở Arizona vào năm 1899.
Sải cánh dài 9.7 to 10.9 mm. Con trưởng thành bay từ the end of tháng 3 đến the end of tháng 10 in California.
Ấu trùng bị xem là loài gây hại nhiều cây trồng như Juglans regia, Ficus carica, Prunus dulcis và Pistacia vera.

## Hình ảnh

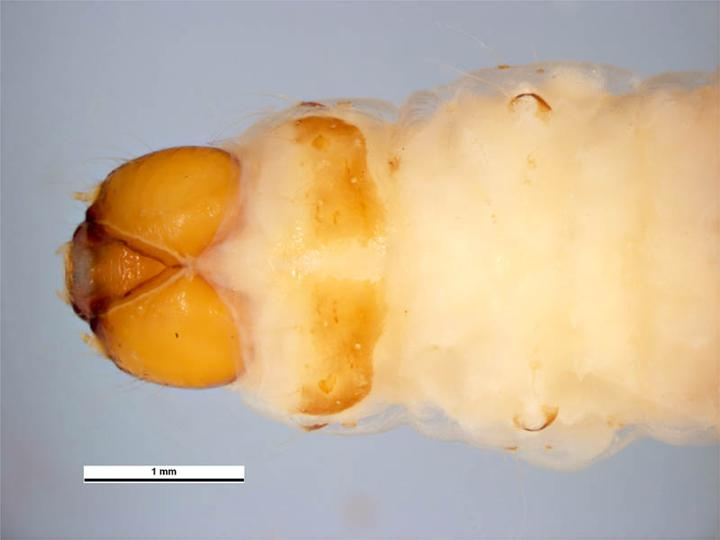